# Mesoplophora elsi
Mesoplophora elsi är en kvalsterart som beskrevs av Wojciech Niedbała 2006. Mesoplophora elsi ingår i släktet Mesoplophora och familjen Mesoplophoridae. Inga underarter finns listade i Catalogue of Life.